# Plectromerus ramosi
Plectromerus ramosi là một loài bọ cánh cứng trong họ Cerambycidae.